# Syberia
Syberia es un videojuego de aventuras gráficas en tercera persona creado por Benoit Sokal para PC. El juego presenta a Kate Walker, una abogada neoyorquina enviada a un pueblo alpino para adquirir una empresa de autómatas propiedad del inventor Hans Voralberg. Desarrollado por la compañía Microïds, Syberia fue lanzado en 2002 en España y presenta enigmas y puzles característicos del género.
Existen versiones también para PlayStation 2 y Xbox, además de otra entrega publicada en noviembre de 2008 para Nintendo DS, distribuida en España por Planeta DeAgostini Interactive. Posteriormente lanzaron versiones para PlayStation 3, Xbox 360 y Nintendo Switch.
El juego tuvo una secuela titulada Syberia II. El 1 de abril de 2009, Microïds anunció que Syberia 3 sería lanzado en junio de 2010, sin embargo, ese plazo no se cumplió. El 26 de noviembre, Anuman Interactive emitió una nota de prensa en la que anunciaba la intención de que Syberia III tuviese un lanzamiento multiplataforma entre 2014 y 2015. Finalmente, Syberia III fue lanzado el 20 de abril de 2017.

## Sinopsis
En el juego, el jugador maneja a una abogada estadounidense llamada Kate Walker. Kate es enviada a los Alpes franceses a una villa llamada Valadilène para rematar la compra de la fábrica de autómatas Voralberg. A su llegada, Kate descubre que la heredera de la fábrica, Anna Voralberg, ha fallecido. Investigando junto al notario del pueblo, descubre que queda un heredero legal al que debe buscar para finalizar la transacción de la fábrica de autómatas. Este heredero, al que se presumía muerto hace bastante años en un accidente, es Hans Voralberg, hermano menor de Anna. Kate, en la búsqueda de Hans desentrañará los sucesos del pasado para descubrir su paradero. En el transcurso del juego descubrirá los secretos de la familia Voralberg. Su misión la llevará por Europa central y oriental en busca de Hans Voralberg, descubriendo sus grandes obras mecánicas.  El título Syberia hace referencia a una mítica isla del juego en la que aún se encuentran mamuts vivos (siendo la posible inspiración la Isla de Wrangel, que se encuentra en Siberia, Rusia. Esta isla fue el último lugar del planeta donde hubo mamuts).

### Inicio en Valadilène

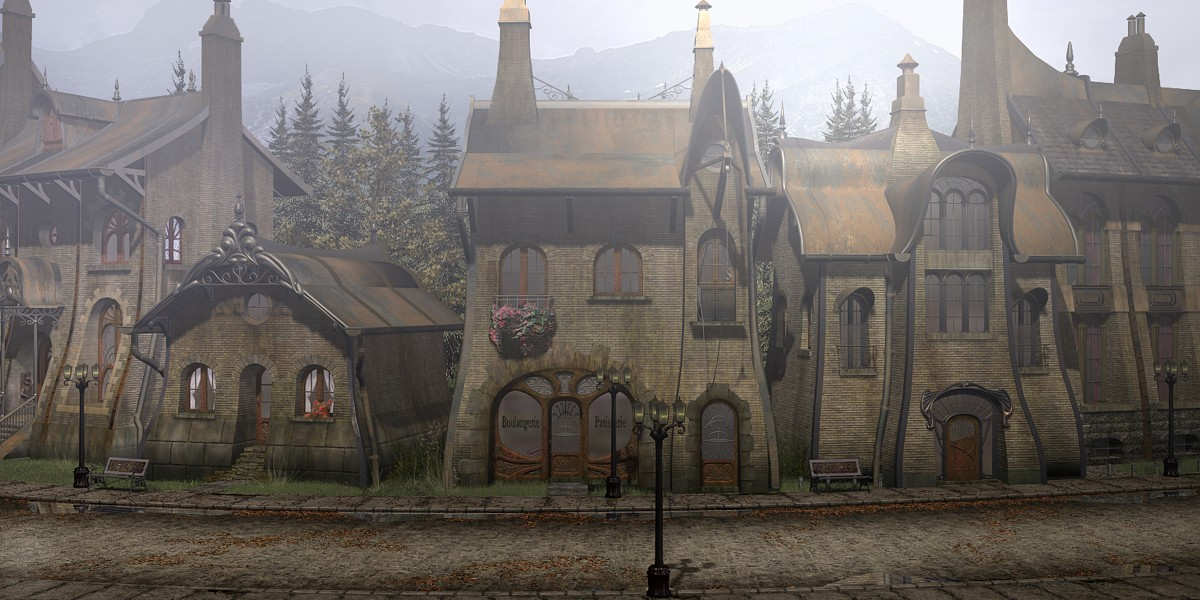
Valadilène.

Manejaremos a Kate Walkers, letrada del “Buffete de abogados, Marson & Lormont ass.”. Es enviada para cerrar el trato de la compra de la fábrica Voralberg, por parte de la compañía Universal Toy´s comapy que posee el monopolio de los juguetes.
A su llegada a Valadilène, se encuentra con unos autómatas que llevan un féretro.
Al entrar al hotel, y hablar con el conserje y dueño de este, le comunica que Anna Voralberg, acaba de fallecer.
Se comunica con la oficina (precisamente con Marson) para ultimar los detalles y comunicarse con el notario del pueblo para cerrar la compra.
El notario le comunica que existe un heredero llamado Hans Voralberg, hermano menor de Anna, que presuntamente se encontraba muerto. El notario nunca lo supo debido a que fue la última voluntad de Anna antes de morir. En su testamento, le deja la propiedad de la fábrica a él.
También se sabe que el fallecimiento de este fue un fraude del padre para esconderlo.
Anna se sumerge en la búsqueda de los documentos para encontrarlo por todo el pueblo.

### Historia de los Voralberg
Los Voralberg son una familia de estudiosos de los autómatas, que durante 800 años practicaron la construcción de autómatas. Son fácilmente reconocibles por su perfección y su llave para darles cuerda.
Durante los años 20, el presidente era Rodolphe Voralberg, cuya esposa había fallecido y se dedicaba enteramente a su fábrica.
Durante el verano de 1928 Hanz sufre un accidente que le reduce intelectualmente su capacidad mental pero desarrolla una capacidad extraordinaria para la mecánica. Hans lleva meticulosos cambios en la línea de producción que no van de acuerdo con el pensamiento de su padre, como la creación de mamut (favoritos de Hans).
Anna se va a la universidad mientras Hans y Rodolphe manejan la fábrica.
Durante 1938 Hanz muere al caer de un desfiladero. Anna asume la presidencia de la fábrica después de que su padre sufra una depresión.

### Diario de Anna Voralberg, historia de Anna y Hans
Kate Walker encuentra el diario de Anna donde se cuenta la historia de los últimos años de la familia.
Durante el año 1928, Hanz descubre una cueva prehistórica con varios dibujos de mamuts y posteriormente muestra su descubrimiento a Anna.
Durante una excursión en 1928, Hans al intentar coger un mamut de juguete que se encontraba en la cueva, cae y resulta gravemente herido.
El diario cuenta que Hanz permaneció cinco días en coma, y despertó. Pero nunca volvió a ser el mismo. Su palabras eran entrecortadas y no era el mismo. Después de que su padre lo llevara a los mejores especialistas médicos en los meses siguientes, se descubrió que debido al largo coma y a la caída, Hanz había quedado mentalmente discapacitado. Aunque Hanz creciera, su edad mental sería la de un niño de 8 años. Rodolphe trato de que trabajara en la fábrica y así lo hizo durante varios años. Hanz aprendió el oficio fácilmente y su capacidad mental se volcó en el desarrollo de autómatas.
Fabricó varias piezas y planos de autómatas únicos, muchos más avanzados que su padre. Pero Hanz vivía obsesionado con los mamuts. Durante 1937 Hans y Rodolphe discutieron sobre los experimentos de Hanz con mamuts autómatas. Hanz descubrió que la única forma de escapar de su padre y conocer a los mamuts era escapándose de su casa. Rodolphe lo descubrió y lo encerró en una habitación varios meses. Durante ese lapso Hans perfeccionó su técnica de construcción de autómatas para poder comunicarse con Anna.
Un invierno escapó de la habitación y se marchó a Syberia para conocer a los mamuts. Hanz solo tenía 18 años.
Su padre, dolido por la actuación de su hijo, se inventó su suicidio sobornando a un médico y convenciendo al cura para que oficiase su funeral.

### La empresa en bancarrota
Debido a los planos de Hans, y de sus invenciones, la empresa estaba en deuda, pero Anna no quería vender hasta poder terminar las creaciones de Hans. y así poder ver a su hermano, ya que llevaban más de veinte años sin verse, desde que Hans se fue a Syberia a buscar a los mamut.
El banco acreedor propuso vender la empresa a la Universal Toy´s company para saldar las deudas que tenía la fábrica de autómatas con el banco.
Kate Walker encuentra las facturas en la oficina de la fábrica, como también los planos de las últimas creaciones de Hans, un tren a cuerda y un autómata con mente propia para su uso.
Encuentra a Oscar dentro de la fábrica sin terminar, debido a la prematura muerte de Anna Voralberg, y al tren sin ocupantes y con problemas mecánicos que pronto Walker resolverá.
La empresa se había venido en decadencia y sobrevivía gracias a los proyectos que Hans le mandaba a Anna.

## Personajes

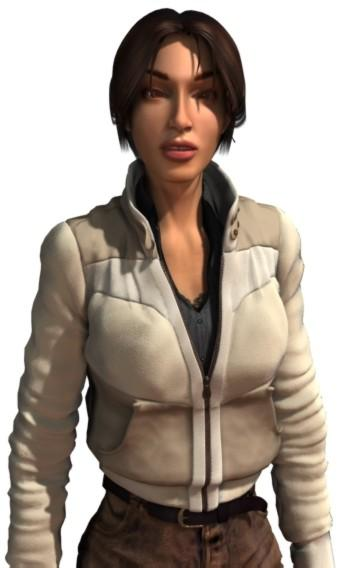
Kate Walker.

Kate Walker: Personaje principal del juego. Abogada que representa a la firma Marson & Lormont Asociados. Parte a Francia (al pueblo de Valadilène) para cerrar la compra de la empresa de autómatas Voralberg. Pero por los imprevistos sucesos, deberá encontrar al heredero para finalizar la venta y volver a New York.
Se verá inmersa en una búsqueda incansable que la llevará por Europa y descubrirá nuevas atracciones en su vida. Durante el transcurso de la historia, vivirá nuevas aventuras y fracasos con sus más allegados, su novio, su madre, su mejor amiga y sus jefes, antes de finalizar la tarea y volver a casa.
Óscar: Autómata creado a partir de los planos de Hans. Fue realizado por Anna Voralberg aunque no pudo finalizarlo a causa de su propia muerte. Kate Walker realiza el punto final de su construcción, ya que lo único que le faltaban eran los pies. Fue creado para ser el maquinista de la última creación de Hans, un tren a cuerda. Tiene una memoria, la cual él llama "alma". Se trata de un autómata que sigue las reglas, sean cual sean. Es bastante interactivo.
Momo: Niño que vive en el pueblo, en calidad de desamparado. Siempre con vestimenta vieja y raída. Posee la misma dificultad que Hans para el aprendizaje. Anna lo tomó como a un hijo y le enseñó acerca de la fábrica. Aunque no tiene la misma capacidad de Hans, Anna ve en Momo el mismo problema que Hans. Está triste por la muerte de Anna, su tutora. Momo sabe las historias de mamut, ya que Anna se las contaba todo el tiempo. Muy parecido al verdadero Hans.

## Desarrollo del juego

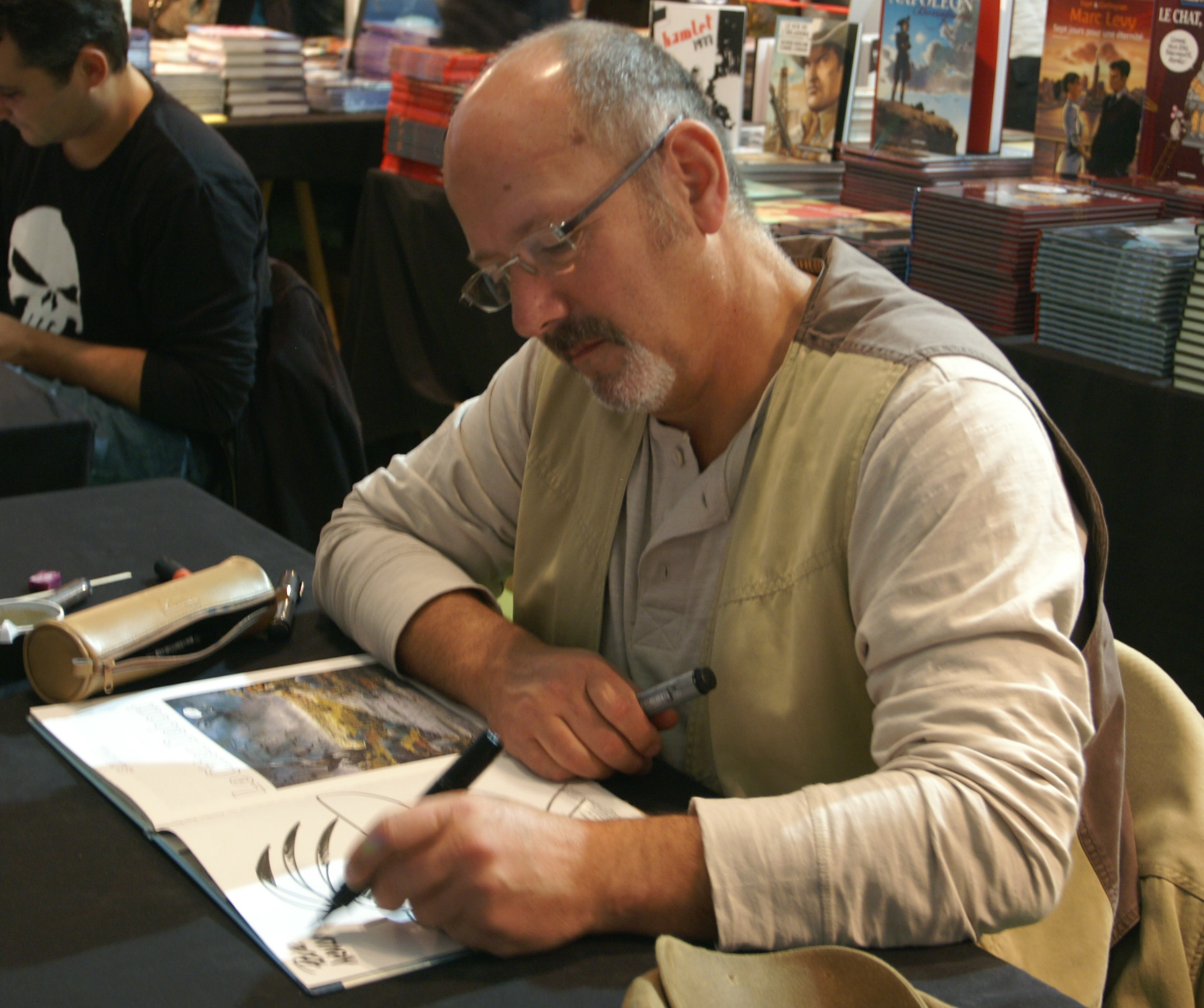
Desarrollador del juego Benoît Sokal.

Syberia es un juego de aventuras desarrollado por el estudio francés Microids y lanzado en 2002. El juego fue creado por Benoît Sokal, un famoso artista de cómics y escritor belga. Sokal comenzó a trabajar en Syberia en 1999 después de haber completado su trabajo en otro juego de aventuras, Amerzone. Sokal diseñó la historia del juego y creó el mundo de Syberia, mientras que el equipo de Microids se encargó de la programación, la animación y otros aspectos técnicos.
Syberia fue un proyecto importante para Microids, que anteriormente había desarrollado varios juegos de aventuras de éxito moderado. El juego se basa en el motor gráfico Virtools, que permite una experiencia de juego en 3D interactiva y detallada. El juego también contó con una banda sonora original compuesta por Inon Zur, que fue muy elogiada por su ambientación y sus temas emocionales.
El proceso de desarrollo de Syberia duró unos tres años y el juego final contó con más de 30.000 líneas de diálogo y más de 100 escenarios detallados. 

## Recepción y críticas
Syberia recibió críticas en su mayoría positivas por parte de la prensa especializada. El sitio web Metacritic le otorgó una puntuación de 84/100 para la versión de PC y una puntuación de 79/100 para la versión de PlayStation 2. Los usuarios de Metacritic le dieron al juego una puntuación de 8,2/10 para la versión de PC y una puntuación de 7,9/10 para la versión de PlayStation 2.
El sitio web IGN elogió la "historia convincente" del juego y lo describió como una "obra de arte". El sitio web Adventure Gamers elogió el "exquisito diseño" del juego y el "realismo impresionante" de los personajes. El sitio web GameSpot describió el juego como una "historia fascinante y una experiencia única".
Syberia fue nominado para varios premios en el año de su lanzamiento, incluyendo el premio a la "Mejor historia" en los premios BAFTA de 2003. El juego también ganó el premio a "Mejor juego de aventuras" en los premios de la revista PC Gamer en 2002.